# Communauté de communes de Saint-Dié-des-Vosges
Die Communauté de communes de Saint-Dié-des-Vosges ist ein ehemaliger französischer Gemeindeverband mit der Rechtsform einer Communauté de communes im Département Vosges in der Region Lothringen. Sie wurde am 1. Januar 2014 gegründet und umfasste neun Gemeinden. Der Verwaltungssitz befand sich im Ort Saint-Dié-des-Vosges.

## Historische Entwicklung
Der Gemeindeverband entstand 2014 durch die Fusion der beiden Vorgängerorganisationen
- Communauté de communes du Val de Meurthe und
- Communauté de communes de la Haute Meurthe,

Der neue Verband erhielt zunächst dem Namen Communauté de communes des Vallées de la Haute Meurthe, der jedoch kurz danach auf die aktuelle Bezeichnung geändert wurde.
Mit Wirkung vom 1. Januar 2017 fusionierte der Gemeindeverband mit
- Communauté de communes des Hauts Champs,
- Communauté de communes Fave, Meurthe, Galilée,
- Communauté de communes du Pays des Abbayes,
- Communauté de communes de la Vallée de la Plaine und
- Communauté de communes du Val de Neuné

und bildete so die Nachfolgeorganisation Communauté d’agglomération de Saint-Dié-des-Vosges.
Trotz der Namensähnlichkeit handelt es sich um eine Neugründung mit anderer Rechtspersönlichkeit.

## Ehemalige Mitgliedsgemeinden
1. Anould
2. Ban-sur-Meurthe-Clefcy
3. Fraize
4. Mandray
5. Plainfaing
6. Saint-Dié-des-Vosges
7. Saint-Léonard
8. Saulcy-sur-Meurthe
9. Taintrux